# Устименко Максим Юрійович
Макси́м Ю́рійович Усти́менко (8 грудня 1993, Іванків — 29 червня 2025) — український військовий льотчик, полковник (посмертно) Повітряних сил ЗСУ, учасник російсько-української війни. Герой України (посмертно, 2025).

## Життєпис
Народився 8 грудня 1993 року у Іванкові на Київщині. Навчався у Харківському університеті Повітряних сил ім. Кожедуба, був однокурсником загиблого льотчика та Героя України Андрія Пільщикова. Був льотчиком першого класу, мав звання підполковника.
З перших днів повномасштабного російського вторгнення відбивав ворожі атаки в складі 40-ї бригади тактичної авіації. Здійснив 13 вильотів на винищувачі «Gripen» у Швеції.
У ніч проти 29 червня 2025 року Устименко на винищувачі F-16 відбивав масовану російську атаку. Максиму вдалося знищити 7 повітряних цілей, але під час відпрацювання по останній з цілей його літак було підбито і він почав втрачати висоту. Пілот відвів літак від населеного пункту, але катапультувалися не встиг.

## Родина
Максим Устименко мав родину в селі Могилівка Гніванської громади на Вінниччині.
На початку широкомасштабного вторгнення він перевіз туди дружину Дарину та маленького сина. На момент загибелі батька сину було чотири роки.

## Нагороди, вшанування
- Звання Герой України з удостоєнням ордена «Золота Зірка» (29 червня 2025, посмертно) — за особисту мужність і героїзм, виявлені у захисті державного суверенітету та територіальної цілісності України, самовіддане служіння Українському народові[1];
- Орден Богдана Хмельницького III ступеня (28 лютого 2022) — за особисту мужність і самовіддані дії, виявлені у захисті державного суверенітету та територіальної цілісності України, вірність військовій присязі[9];
- Відзнака Головнокомандувача «Комбатанський хрест» (2025, посмертно)[10];
- У Харкові іменем Устименка буде названо вулицю[11].

## Військові звання
- полковник (посмертно)[1];
- підполковник;
- майор (станом на 2022)[9].